# Pulsierende Signaltherapie
Die Pulsierende Signaltherapie (PST) ist ein umstrittenes, alternativmedizinisches Therapieverfahren, das nach Ansicht von Befürwortern zur Behandlung einer Vielzahl von Erkrankungen und Schäden des Knorpels, anderer Bindegewebe und des Knochens eingesetzt werden könne. Für die Wirksamkeit fehlen Evidenzen.

## Methode
Nach den Informationen der „PST GmbH“ (ehemals „Signal Medizin Vertriebs GmbH“) wurde das inzwischen patentierte PST-Verfahren von dem deutsch-amerikanischen Arzt und Biophysiker Richard Markoll entwickelt.
Die PST-Behandlungszyklen erstrecken sich je nach behandelter Region über neun oder zwölf Werktage. Eine einzelne Behandlung dauert eine Stunde.

## Biochemische und pathophysiologische Grundlagen
Knorpel besteht aus zwei Bestandteilen, den Knorpelzellen (Chondrozyten) und der Interzellularsubstanz, die auch extrazelluläre Matrix genannt wird. Diese Interzellularsubstanz, die aus Proteoglycanen, Kollagenen und Glycoproteinen besteht, wird von den Chondrozyten produziert. Charakteristisch ist der hohe Wasseranteil (bis zu 70 %). Die Proteoglycane sind durch biochemische Modifikationen (Sulfat- und Carboxygruppen) negativ geladen und stellen deswegen Polyanionen dar. An diese Gruppen lagern sich dissoziierbare Protonen (genauer: an Wasser angelagerte Protonen, H3O+, auch Hydroniumionen genannt) an. Die Ladungsdichte der negativen Ladungen der Interzellularsubstanz ist verantwortlich für die Zusammensetzung des Ionenmilieus in diesem Raum.
Unter Druckbelastung verändert sich die Ionenverteilung: Die Hydroniumionen dissoziieren von Proteoglycanmolekülen in die umgebende Matrixflüssigkeit ab. Durch die Kombination von Hydroniumionenfluss und Bewegungen der Matrixflüssigkeit entstehen physikochemische Effekte, die auch strömende Potentiale genannt werden.
Diese strömenden Potentiale und mechanische Reize regulieren die Biosynthese der Matrixproteine in den Chondrozyten. Im gesunden Knorpel führt die mechanische Beanspruchung des Gelenks zu elektrischen Signalen, die das Knorpelwachstum und die Regeneration desselben regulieren. Folglich sind an der Signaltransduktionskette zur Regulation der Genexpression in den Chondrozyten auch Mechanorezeptoren beteiligt.
Im erkrankten Gelenk tritt eine geringere mechanische Belastung auf, was sich negativ auf die strömenden Potentiale, die Biosyntheseleistungen der Chondrozyten sowie Knorpelwachstum und -regeneration auswirkt: Hier scheinen Matrixmetalloproteinasen (siehe den entsprechenden Abschnitt im Eintrag Interzellularsubstanz) einzugreifen. Werden diese Proteasen im Knorpelgewebe künstlich aktiviert, werden Matrixproteine abgebaut und die strömenden Potentiale sind bis zu 80 % reduziert. Die Abbauprodukte (Peptide) der Matrixproteasen induzieren in Chondrozyten weitere Abbauprozesse, die den Knorpel weiter schädigen.

## Funktionsprinzip der PST
Aus zwei Gründen erscheint eine ursächliche Therapie degenerativer Gelenkerkrankungen mittels rein pharmakologischer Methoden schwierig:
- Elektrochemische und physikalische Stimuli und deren Abwesenheit spielen aufgrund der Mechanorezeptionsmechanismen eine fundamentale Rolle in der Physiologie der Chondrozyten im gesunden wie im erkrankten Knorpelgewebe.
- Medikamente können folglich nur in die physiologischen Abläufe im bereits vorgeschädigten Knorpel eingreifen, um beispielsweise durch die Matrixproteasen ausgelösten, degenerationsverstärkenden Prozesse zu stoppen.

Die therapeutische Grundlage der PST besteht darin, mittels äußerer physikalischer Reize die im gesunden Knorpelgewebe stattfindenden elektrophysiologischen Vorgänge nachzuahmen und zu stimulieren. Insbesondere sollen die strömenden Potentiale wiederhergestellt werden. Dazu wird das Knorpelgewebe pulsierenden Magnetfeldern ausgesetzt.
Die in das Gewebe eintretenden pulsierenden Magnetfelder sollen die normalen Biosyntheseleistungen der Chondrozyten wiederherstellen und insbesondere die Konzentration des Proteoglycans erhöhen.

## Praktische Durchführung
Das zu behandelnde Körperteil wird innerhalb einer Luftspule gelagert. Die Luftspule wird von einem pulsierenden Gleichstrom durchflossen (Kurvenform Rechteck), der zur Bildung eines pulsierenden Magnetfeldes führt (auch impulsmoduliertes Magnetfeld oder impulsartiges elektromagnetisches Feld, englisch PEMF pulsed electromagnetic field), das innerhalb der Spule homogen ist. Die eingesetzte Frequenz beträgt wenige Hertz bis etwa 30 Hz. Die magnetische Flussdichte soll dabei nach Angaben von Gierke etwa 12,5 Gs (Gauß) betragen, was 1,25 mT entspricht. Während der Anwendung wird die Stromstärke und somit die Flussdichte verändert. Dies entspricht maximal dem 50-fachen des Erdmagnetfeldes. Von diesen Feldern spürt der Patient jedoch unter der einstündigen Behandlung nichts. Laut Herstellerangaben unterscheidet sich das PST-Verfahren von anderen PEMF-Verfahren mit gleichmäßigen Impulsmustern (gleichbleibender Arbeitsfrequenz und Flussdichte) dadurch, dass es mit in Dauer und Intensität wechselnden Rechteckimpulsen arbeitet (variabler Frequenz und variabler Flussdichte) und sich so den natürlichen physiologischen Impulsen besser anpassen soll.

## Wirksamkeit
Die Wirksamkeit des im Oktober 1996 in Deutschland präsentierten Verfahrens ist umstritten.
Kritiker sehen die Wirksamkeit nicht als belegt an. Jürgen Krämer, Direktor der orthopädischen Klinik Bochum im Jahr 1997: Solange die Wirksamkeit der Methode nicht nachgewiesen ist, sei die Anwendung der PST „höchst problematisch“.
In Deutschland hat der „Bundesausschuss der Ärzte und Krankenkassen“, dessen Nachfolger heute der Gemeinsame Bundesausschuss ist, auf Antrag durch die Kassenärztliche Bundesvereinigung 1998 eine umfangreiche Bewertung der PST vorgenommen. Er kam dabei nach Analyse und Bewertung aller Stellungnahmen und der wissenschaftlichen Literatur zu dem Ergebnis, dass die Wirksamkeit und medizinische Notwendigkeit der PST bei den beanspruchten Indikationen nicht hinreichend belegt sei. Die damals einzige prospektive doppelblind und placebokontrolliert durchgeführte Untersuchung zeigte schwerwiegende methodische Mängel. Die behauptete Sicherheit des Verfahrens sei mangels Studien mit einer ausreichenden Nachbeobachtungszeit nicht belegt. Die vorliegenden Unterlagen wurden als so wenig tragfähig angesehen, dass auch eine teilweise Anerkennung bei einigen Indikationen nicht begründet werden konnte. „Langzeitbeobachtungen zum Nutzen und den Risiken der Pulsierenden Signaltherapie lagen nicht vor, obwohl die Methode bereits seit Jahren an Patienten erprobt wird.“ Die Methode ist auch nicht beihilfefähig.
Über den Stand der experimentellen Untersuchungen des Wirkmechanismus unter Bezug auf:
„Die festgestellten positiven Ergebnisse unter PST Behandlungen – wie Steigerung der Zellzahl, Vergrößerung der Chondrozyten – Pellets, Erhöhung des Hydroxyprolingehaltes – konnten bei Untersuchungen mit anderen Magnetfeldtherapien nicht gefunden werden.“
" ..ist die Datenlage mit der vorliegenden Evidenz derzeit nicht ausreichend, um den Wirkmechanismus der PST eindeutig zu charakterisieren und zu quantifizieren. Weitere Studien zum Wirkmechanismus werden gefordert."